# Jeff Chang (chanteur)
Jeff Chang  (pinyin : Zhang Xinzhe, né le 26 mars 1967) est un chanteur et un acteur Taïwanais, qui réalise des ballades  populaires en Mandarin dans le style mandopop (chinois simplifié : 华语流行音乐 ; chinois traditionnel : 華語流行音樂 ; pinyin : Huá Yǔ Liú Xíng Yīn Yuè.

## Biographie
Jeff Chang est né le 26 mars 1967, dans le canton de Xiluo , Comté de Yunlin , Taiwan. Il a commencé sa carrière en remportant un concours de chant alors qu'il était étudiant. Parallèlement à sa carrière de chanteur il s'est beaucoup investi dans l'action humanitaire  en qualité d'enseignant volontaire dans les quartiers pauvres de Taiwan. 

## Carrière
Dès 1989, il a publié une série d’albums qui ont connu un grand succès comme le "Prince des ballades amoureuses" dans le domaine de la musique mandopop. Sa notoriété devint incontestable à Taiwan, à Hong Kong , et elle s'est étendue dans toute l' Asie du Sud-Est et en Chine continentale. Il trouve une audience auprès de la population asiatique en Amérique du nord et en Europe. Il est également producteur de comédies théâtrales, il fut le mentor de la troupe théâtrale, qui s'est produite sur scène à Taipei en 2011, et il est devenu une idole à Taipei après cette tournée théâtrale en 2011.
Outre le chant, Jeff Chang est également réputé pour entretenir une passion avec les objets d'art et il possède de rares œuvres anciennes. Jeff Chang est également habitué aux sports nautiques.

## "Je suis un chanteur"
En 2016, Jeff Chang a participé à la quatrième saison de l' Singer (émission de télévision) :" Je suis un chanteur " organisé par Hunan Satellite TV , t a finalement obtenu la deuxième place.
| Saison | Première        | Finale        | Vainqueur | Finaliste          | Troisième            |
| ------ | --------------- | ------------- | --------- | ------------------ | -------------------- |
| 1      | 18 janvier 2013 | 12 avril 2013 | Yu Quan   | Terry Lin          | N/A                  |
| 2      | 3 janvier 2014  | 11 avril 2014 | Han Lei   | GEM                | N/A                  |
| 3      | 2 janvier 2015  | 3 avril 2015  | Han Hong  | Li Jian            | The One              |
| 4      | 15 janvier 2016 | 8 avril 2016  | Coco Lee  | Jeff Chang         | Hwang Chi-yeul       |
| 5      | 21 janvier 2017 | 22 avril 2017 | Sandy Lam | Dimash Kudaibergen | Jam Hsiao            |
| 6      | 12 janvier 2018 | 20 avril 2018 | Jessie J  | Hua Chenyu         | Wang Feng            |
| 7      | 11 janvier 2019 | 12 avril 2019 | Liu Huan  | Wu Tsing-Fong      | Super-vocal finalist |

## Discographie
Les compilations répertoriées sont les chansons les plus récentes. 
(2008): Escape 逃生

(2007): Autumn Snow 雪國八月

(2006): Be Your Man 做你的男人

(2005): Jeff Chang's Special Collection

(2004): The Next Eternity 下一個永遠

(2002): From Beginning Until Now 從開始到現在

(2001): I Really Miss 我好想

(2000): Faith 信仰

(1999): Come Back 回來

(1998): Dao Chu Liu Qing 到处留情 (album en cantonais)

(1998): The Best Collection of Jeff Chang

(1997): Zhi Jue 直觉

(1997): Jeff Chang's Compilation 选哲 （精选辑）

(1997): Zhi Ai 摯愛 (Adore)

(1996): Miss 思念

(1996): Dream 夢想

(1996): The Color of the Night 夜色 （英文專輯）

(1995): Shen Qing 深情

(1995): Forgiving 寬容

(1995): Zui Xin 醉心

(1995): Yong You 拥有

(1995): Some Where In My Broken Heart  心碎深处

(1994): Waiting 等待

(1993): Xin Shi 心事

(1992): Know 知道

(1992): My Eyes Adored You 永遠·摯愛 （英文專輯)

(1989): Forget 忘記

(1989): Melancholy 忧郁

(1989): Lie 說謊

## Filmographie
A Pinwheel Without Wind chinois : 停車暂借問(2002)

Stand in Love chinois : 不完全戀人)(2006)

Ming Ming chinois : 明明 (2007)